# Erigone hypenema
Erigone hypenema är en spindelart som beskrevs av Crosby och Bishop 1928. Erigone hypenema ingår i släktet Erigone och familjen täckvävarspindlar. Inga underarter finns listade i Catalogue of Life.